# Контула, Мартта
Мартта Эдит Мария Контула (фин. Martta Kontula; 20 июня 1908, Кюмене Кюменский уезд, Выборгская губерния, Великое княжество Финляндское, Российская империя -
20 сентября 2006, Хельсинки, Финляндия) — финская актриса
 театра и кино, композитор, оперная певица, музыкальный педагог.

## Биография
Училась вокалу у Ханны Гранфельт. В 1930—1932 годах обучалась драматическому мастерству в Хельсинкской театральной школе (ныне Хельсинкская театральная академия).
В 1932—1973 годах выступала в театрах в Хельсинки, Выборга, Тампере и Пори. Как оперная певица, принимала участие в нескольких операх, в годы Второй мировой войны гастролировала на фронте.
Работала учителем музыки. В 1930-х годах сочиняла музыку, является автором ряда песен. Всего написала десять известных песен. Использовала псевдоним Martti.
В 1933—1960 годах снималась в кино. Всего снялась в 29 кино- и телефильмах, сериалах.
Была замужем за актёром и театральным режиссёром Фрицем-Хуго Бакманом (1934—1947).

## Награды
- Медаль «Pro Finlandia» (1958).